# Raymond Moos Redheffer
Raymond Moos Redheffer (Chicago, 17 de abril de 1921 — 13 de maio de 2005) foi um matemático estadunidense.
Foi o criador do primeiro jogo eletrônico, o jogo de estratégia conhecido como Nim.
Obteve o doutorado em 1948 no Instituto de Tecnologia de Massachusetts, orientado por Norman Levinson

## Obras
- Sokolnikoff, Ivan S.; Redheffer, Raymond M. (1958), Mathematics of Physics and Modern Engineering, New York: McGraw-Hill. 2nd ed., McGraw-Hill, 1966.
- Levinson, Norman; Redheffer, Raymond M. (1970), Complex Variables, ISBN 978-0-07-037492-8, Holden-Day.
- Redheffer, Raymond M. (1991), Differential equations : theory and applications, ISBN 0-86720-200-9, Jones & Bartlett Publishers.
- Redheffer, Raymond M. (1992), Introduction to Differential Equations, ISBN 978-0-86720-289-2, Jones & Bartlett Publishers.